# Goodbye to You (Roxette-låt)
"Goodbye to You," skriven av Per Gessle, var den andra singeln från den svenska popduon Roxettes album Pearls of Passion från 1986. Den släpptes bara i Sverige. B-sidan var "So Far Away", som också fanns med på albumet Pearls of Passion.

## Låtlista

### Sida A
1. Goodbye to You

### Sida B
1. So Far Away

## Listplaceringar
| Lista (1986-1987) | Position |
| ----------------- | -------- |
| Sverige           | 8        |

### Fotnoter
1. ↑  ”Roxette”. Arkiverad från originalet den 24 augusti 2011. https://web.archive.org/web/20110824031633/http://www.roxette.se/discography.php. Läst 22 maj 2011.
2. ↑  ”Svensk mediedatabas”. http://smdb.kb.se/catalog/id/001471831. Läst 14 juni 2011.
3. ↑  Placeringar på den svenska singellistan